# Let's Get to It Tour
Turneja Let's Get to It Tour je četrta koncertna turneja avstralske pevke Kylie Minogue, v sklopu katere je pozno leta 1991 nastopila na Irskem in v Združenem kraljestvu. Turneja je bila precej podobna svoji predhodnici, Rhythm of Love Tour, v sklopu katere je Kylie Minogue obiskala Azijo in Avstralijo. Skupaj s petimi spremljevalnimi plesalci je Kylie Minogue promovirala svoj glasbeni album Let's Get to It. Kostume za turnejo je oblikoval John Galliano, na koncertih pa so izvajali mnogo novih pesmi, ki jih je napisala Kylie Minogue.

## Seznam pesmi
1. »Step Back in Time«
2. »Wouldn't Change a Thing«
3. »Got to Be Certain«
4. »Always Find the Time«
5. »Enjoy Yourself«
6. »Tears on My Pillow«
7. »Secrets«
8. »Let's Get to It«
9. »Word Is Out«
10. »Finer Feelings«
11. »I Should Be So Lucky« (razširjeni remiks)
12. »Love Train«
13. »If You Were with Me Now«
14. »Je Ne Sais Pas Pourquoi«
15. »Too Much of a Good Thing«
16. »Hand on Your Heart«
17. »What Do I Have to Do?«

Dodatne pesmi
1. »I Guess I Like It like That«
2. »The Loco-Motion«
3. »Shocked« 1
4. »Better the Devil You Know«

1Rap je izvedel Jazzi P v Dublinu in Londonu.

## Seznam koncertov
| Datum            | Mesto       | Država  | Prizorišče                    |
| ---------------- | ----------- | ------- | ----------------------------- |
| 25. oktober 1991 | Plymouth    | Anglija | Paviljon Plymouth             |
| 26. oktober 1991 | Birmingham  | Anglija | Arena NEC                     |
| 27. oktober 1991 | Nottingham  | Anglija | Nottingham Royal Concert Hall |
| 29. oktober 1991 | London      | Anglija | Arena Wembley                 |
| 30. oktober 1991 | London      | Anglija | Arena Wembley                 |
| 31. oktober 1991 | Manchester  | Anglija | Manchester Apollo             |
| 1. november 1991 | Whitley Bay | Anglija | Whitley Bay Ice Rink          |
| 3. november 1991 | Aberdeen    | Škotska | Arena AECC                    |
| 4. november 1991 | Edinburgh   | Škotska | Gledališče Edinburgh          |
| 5. november 1991 | Edinburgh   | Škotska | Gledališče Edinburgh          |
| 6. november 1991 | Sheffield   | Anglija | Sheffield City Hall           |
| 8. november 1991 | Dublin      | Irska   | Gledališče Point              |

## Ostali ustvarjalci
Produkcija/koncept: Kylie Minogue

Vodenje: Terry Blamey

Glasbeni vodja: Adrian Scott

Menedžer: Nick Pitts

Produkcija: Henry Crallam

Zvok: Clive Franks

Osvetljava: Jonathon Smeeton

Koreografija: Venol John

Asistnet: Yvonne Savage

Kostumi: John Galliano in Kylie Minogue

### Glasbena skupina
Sintetizator: Adrian Scott

Bobni: John Creech

Kitara: Jamie Jardine

Bas kitara: Craig Newman

Sintetizator: Tania Smith

Spremljevalni vokali: Jamie O'Neal, Susie Ahern, James Uluave

Plesalci: Venol John, Richard Allen, Cosima Dusting, Simone Kay, Mitchell Bartlett

## VHS
Izdali so tudi VHS s posnetki s turneje Let's Get to It Tour z naslovom Kylie - Live In Dublin. Posneli so ga med njenim koncertom v Dublinu 8. novembra 1991. Izdali so ga aprila 1992.

### Seznam pesmi
| Št. | Naslov                                     | Dolžina |
| --- | ------------------------------------------ | ------- |
| 1.  | „Step Back in Time‟                        |         |
| 2.  | „Wouldn't Change a Thing‟                  |         |
| 3.  | „Got to Be Certain‟                        |         |
| 4.  | „Always Find the Time‟                     |         |
| 5.  | „Let's Get to It‟                          |         |
| 6.  | „Word Is Out‟                              |         |
| 7.  | „Finer Feelings‟                           |         |
| 8.  | „I Should Be So Lucky‟ (razširjeni remiks) |         |
| 9.  | „Love Train‟                               |         |
| 10. | „If You Were with Me Now‟                  |         |
| 11. | „Too Much of a Good Thing‟                 |         |
| 12. | „What Do I Have to Do?‟                    |         |
| 13. | „I Guess I Like It like That‟              |         |
| 14. | „The Loco-Motion‟                          |         |
| 15. | „Shocked‟                                  |         |
| 16. | „Better the Devil You Know‟                |         |